# Gambassi Terme
Gambassi Terme ist eine italienische Gemeinde mit 4851 Einwohnern (Stand 31. Dezember 2023) in der Metropolitanstadt Florenz in der Region Toskana.

## Geografie

Lage von Gambassi Terme in der Metropolitanstadt Florenz

Die Gemeinde liegt rund 40 km südwestlich der Provinz- und Regionalhauptstadt Florenz an der Via Francigena. Sie liegt in der klimatischen Einordnung italienischer Gemeinden in der Zone E, 2 273 GG und im Elsatal.
Die wichtigsten Gewässer im Gemeindegebiet sind der Fluss Elsa, der 6 km im Ort verbringt, und der Torrente Egola (4 von insgesamt 33 km). Beide fließen später dem Arno linksseitig zu.
Zu den Ortsteilen zählen Badia a Cerreto (70 m, ca. 900 Einwohner), Case Nuove (52 m, ca. 500 Einwohner), Catignano (177 m, ca. 50 Einwohner), Pillo (162 m, ca. 100 Einwohner) und Varna (187 m, ca. 100 Einwohner).
Die Nachbargemeinden sind Castelfiorentino, Certaldo, Montaione, San Gimignano (SI) und Volterra (PI).

## Geschichte
Der Ort selbst stammt aus der Zeit der Etrusker, wahrscheinlich im 7. Jahrhundert v. Chr. zum ersten Mal besiedelt. Die Burg Castello di Gambassi wurde am 9. Januar 1037 erstmals als Besitz des Guido del fu Ranieri dokumentiert und umfasste den heutigen historischen Ortskern. Bis 1113 gehörte der Ort zum Grafen Conte Ugo del fu Uguccione de’ Cadolingi. Im 12. Jahrhundert wurde Gambassi Volterra angegliedert und am Anfang des 13. Jahrhunderts wurde der Ort San Gimignano zugewiesen, fiel aber schon 1294 an die Republik Florenz. 1322 wurde Gambassi von Florenz erlaubt, eigene Statuten zu erheben.
Bis 1917 war die Gemeinde Ortsteil von Montaione. Danach wurde sie zusammen mit Castagno, Catignano und Varna eine eigenständige Gemeinde. Dieser Trennung ging ein etwa zwanzigjähriger Streit um den Haushalt und die Umverteilungen voran.

## Wirtschaft
- Seit dem Mittelalter bis zu den heutigen Tagen ist Gambassi Terme für die Glasproduktion bekannt.[7] Erstmals schriftlich erwähnt wurde die Glasherstellung 1276, als acht Herstellungsbetriebe in den Dokumenten aufgeführt wurden.[8]
- Seit dem 14. Jahrhundert wurden die Thermalquellen des Acqua Salsa di Pillo benutzt, mittlerweile zu einem modernen Thermalbad umgebaut.[9] Im Gemeindegebiet wurden zudem Teile von Thermalanlagen gefunden, die auf die Zeit der Etrusker und Römer zurückgehen und heute im Rathaus ausgestellt sind.[10]

## Sehenswürdigkeiten

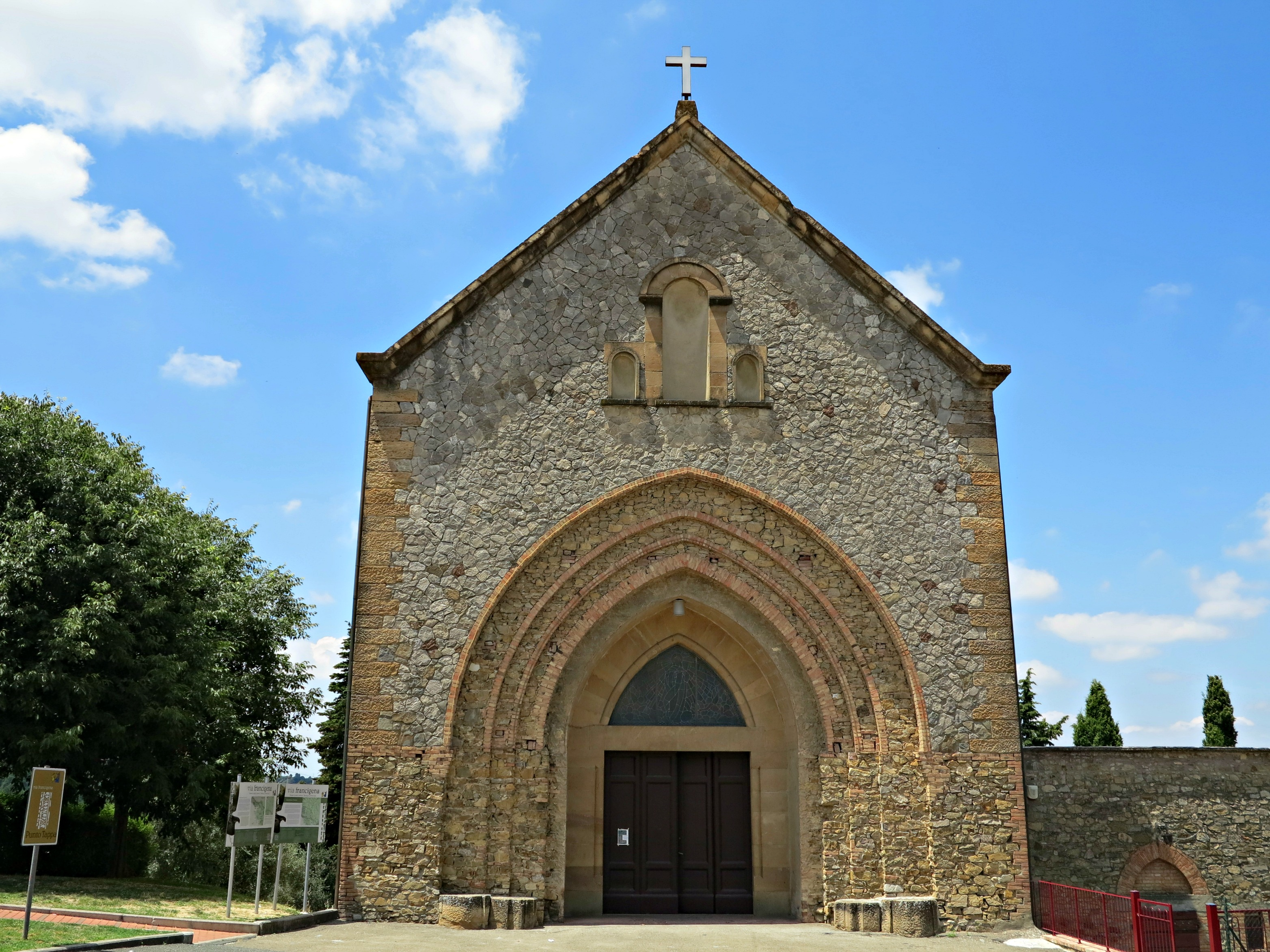
Chiesa di Cristo Re (auch Chiesa dei Santi Jacopo e Stefano)

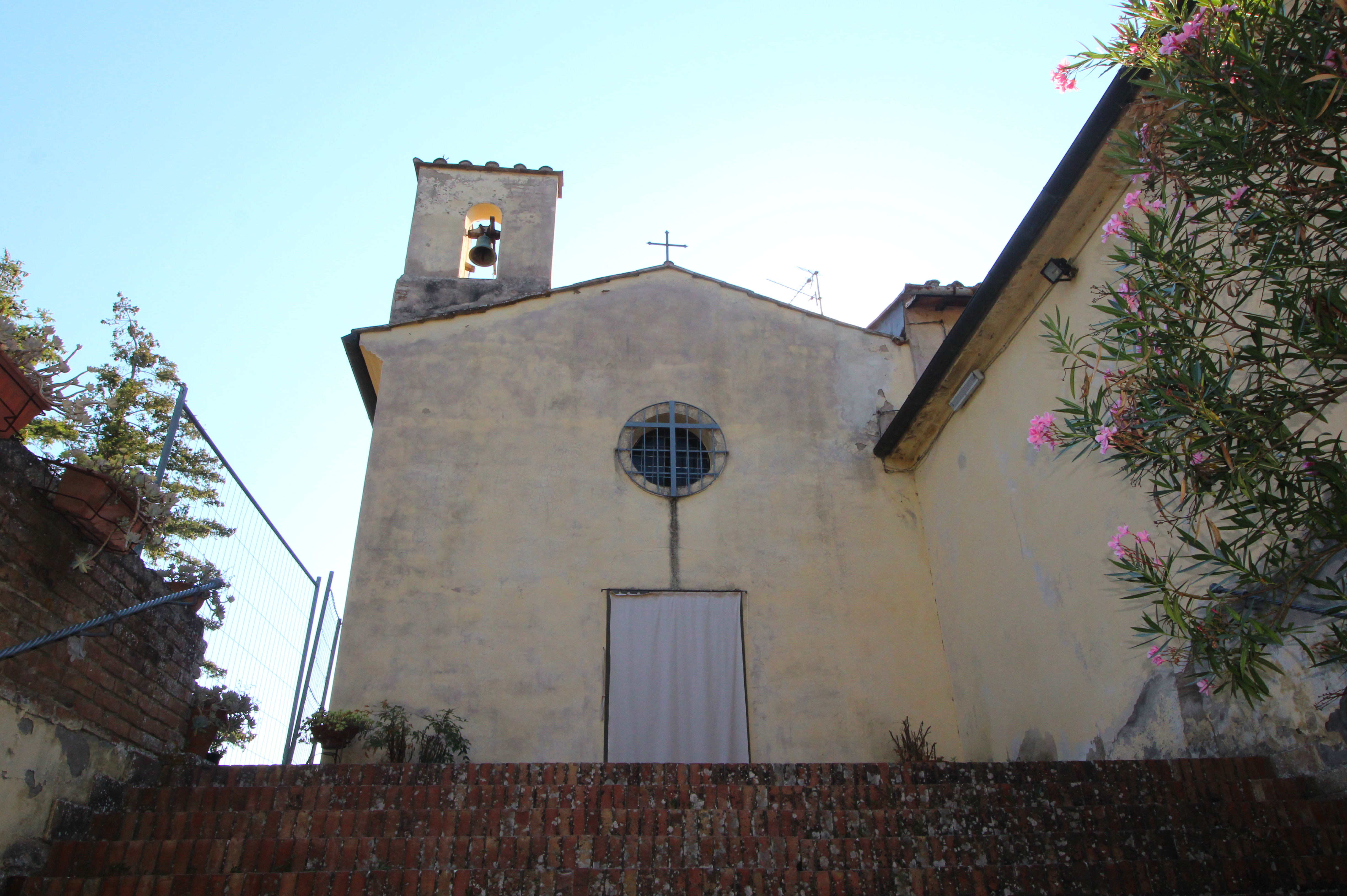
Die Kirche Sant’Andrea a Gavignalla

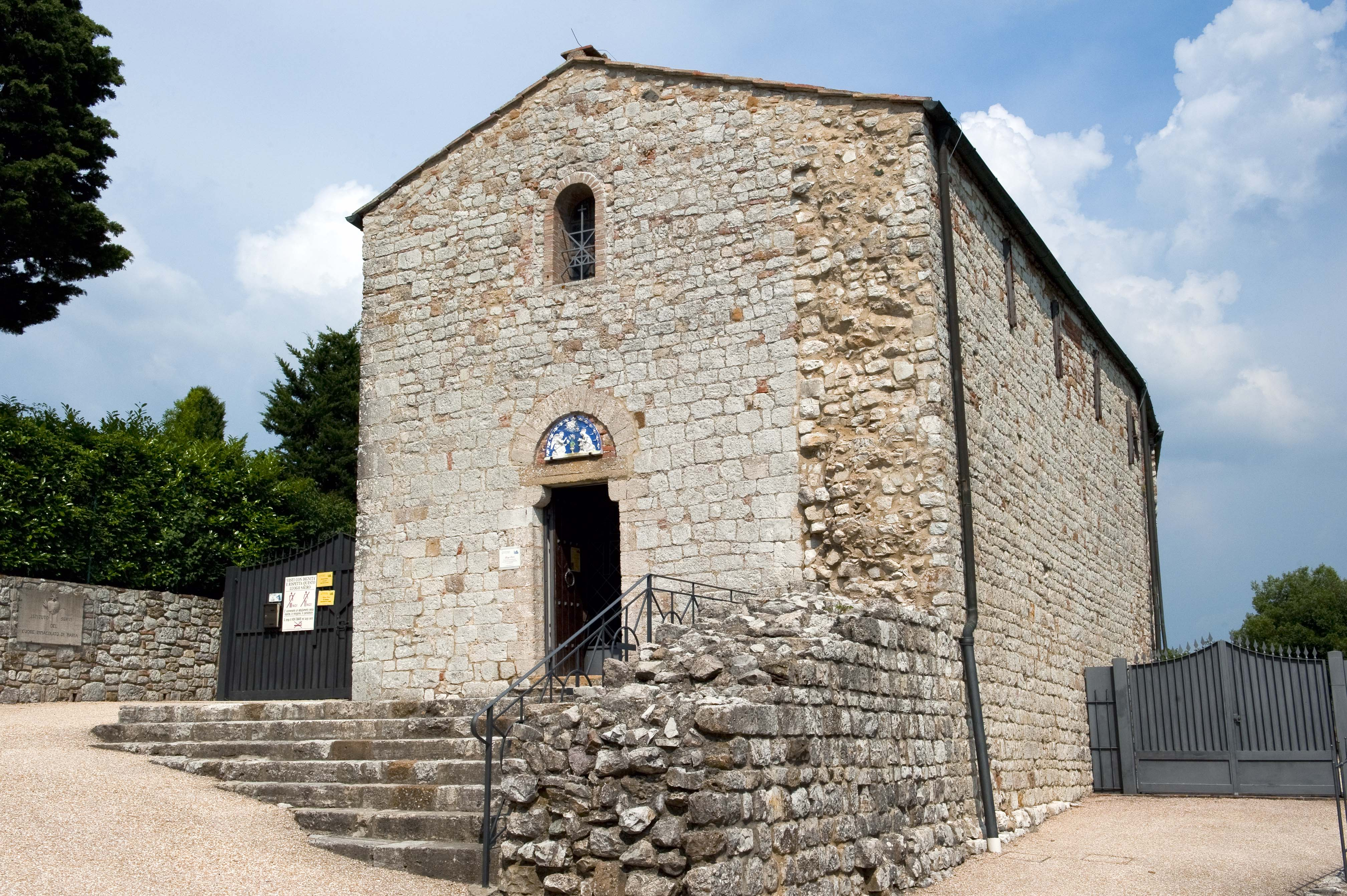
Die Kirche San Frediano a Montignoso

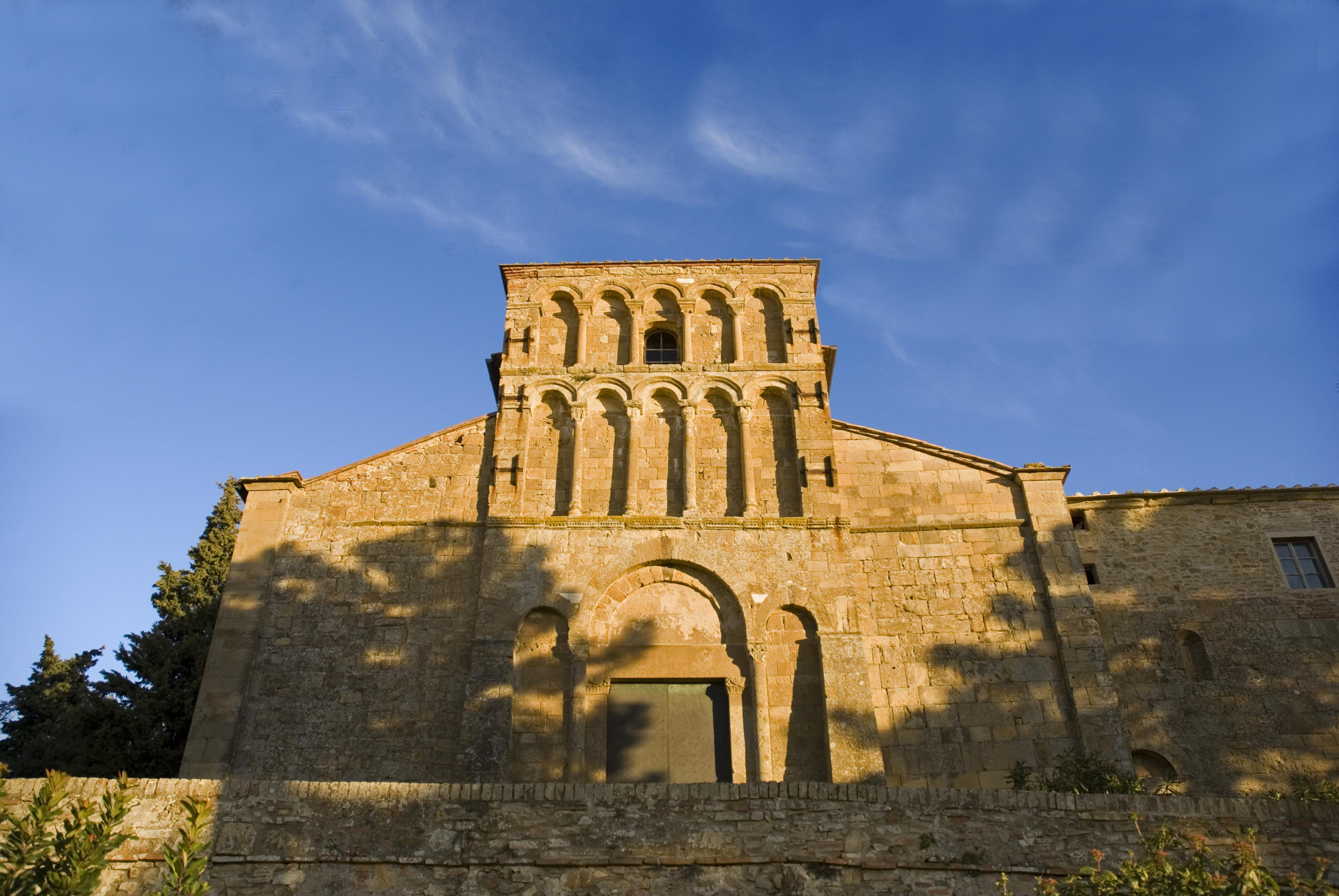
Pieve di Santa Maria Assunta a Chianni

- Chiesa di Cristo Re (auch Chiesa dei Santi Jacopo e Stefano genannt[10]), 1941 am Ortseingang von Gambassi Terme erbaute Kirche[11] nahe der älteren und 1786 zerstörten Kirche Chiesa di San Luca (auch Chiesa degli Agostiniani). Enthält von Biagio di Antonio Tucci das Werk Madonna tra i santi Giovanni Battista e Girolamo und von Pier Francesco Fiorentino das Gemälde Vergine col Bambino in trono tra i Santi Giovanni, Francesco, Matteo e Jacopo.
- Chiesa di Santa Cristina, 1935 errichtete Kirche kurz außerhalb des Ortes an der Via Volterrana in Richtung Montaione/Volterra.
- Sant’Andrea a Gavignalla, Kirche in Gavignalla, die erstmals am Anfang des 13. Jahrhunderts erwähnt wurde.[12]
- Chiesa di San Giovanni Battista a Varna, bereits 1230 erwähnte Kirche im Ortsteil Varna. Das Taufbecken stammt aus dem Jahr 1785.[11]
- San Giuseppe Artigiano, Kirche in Castagno Val d’Elsa.
- Pieve di San Frediano a Montignoso, bereits am 3. März 1144 dokumentierte Pieve im Ortsteil Montignoso.
- Pieve di Santa Maria Assunta a Chianni, eine Pieve, die als Ort schon von Sigerich dem Ernsten in seinen Aufzeichnungen zur Via Francigena um 994 erwähnt wurde. Die heutige Kirche stammt aus dem 12. Jahrhundert.[11]
- San Martino, Kirche in Catignano.
- Abbazia di San Pietro a Cerreto, Abtei im Ortsteil Badia a Cerreto. Die Eremitage entstand zwischen 1059 und 1072 durch die Kamaldulenser. Die Kirche enthielt das Werk Incoronazione della Vergine von Lorenzo Monaco (1414 entstanden für die Kirche Chiesa di Santa Maria degli Angeli in Florenz, am Ende des 16. Jahrhunderts nach Cerreto verlegt), welches sich heute in den Uffizien befindet. Im Gegenzug ließ die Florentiner Stadtverwaltung ein Gemälde von Francesco Soderini (Vergine col Bambino tra i Santi Monaca e Agostino, 1726 entstanden) hier ausstellen.
- La produzione vetraria a Gambassi tra XIII e XVII secolo (Die Glasproduktion in Gambassi zwischen dem 13. und 17. Jahrhundert), dauerhafte Ausstellung seit 1996[13] mit vier Sektionen (Sezioni). Der Hauptteil der Ausstellungsstücke wurde 1983 bei Ausgrabungen in der Via delle Campane und auf der Piazza del Castello (1995 bis 1998) gefunden.[14]
  - Sezione I: La produzione del vetro in Italia (Glasproduktion in Italien)[15]
  - Sezione II: La tecnologia del vetro preindustriale (Vorindustrielle Techniken der Glasherstellung)[16]
  - Sezione III: La vita quotidiana nei luoghi di produzione di Gambassi (Der Alltag in den glasherstellenden Orten um Gambassi)[17]
  - Sezione IV: La produzione del vetro lungo la Via Francigena (Die Glasproduktion entlang der Via Francigena)[18]
- Parco comunale, öffentlicher Park kurz außerhalb des historischen Ortskerns (Castello), war ehemals Teil der Villa Sinnai. Wurde 1916 von der Familie Niccoli erstanden, die den Park mit Elementen aus Afrika bereicherte. Seit den 1930er Jahren ist der Park im Besitz der Gemeinde.

## Verkehr
Der Ort liegt vom Fernverkehr abgeschnitten. Die nächstgelegenen Anschlussstellen an Fernstraßen befinden sich in Poggibonsi an den Raccordo autostradale 3 (Florenz-Siena, ca. 22 km entfernt) oder in Empoli an die Strada di grande comunicazione Firenze-Pisa-Livorno (ca. 25 km entfernt). Die nahegelegensten Haltepunkte am Schienenverkehr liegen in Certaldo und Castelfiorentino, beide rund 9 km entfernt.
Die historische Via Francigena führte durch den Ort. Die Francigena ist hier verlaufsgleich mit der Via Cassia, die in älteren Dokumenten auch als Via Clodia geführt wird. Zudem liegt der Ort an der Via Volterrana, die von Castelfiorentino nach Volterra führt.

## Gemeindepartnerschaften
Gambassi Terme hat eine Gemeindepartnerschaft mit:
- La Croix-Valmer, Frankreich.[19]

## Söhne und Töchter der Gemeinde
- Francesco Livi († um 1439), Glasmaler
- Pietro Chesi (1902–1944), Radrennfahrer